# Leptodictyum kurdicum
Leptodictyum kurdicum är en bladmossart som beskrevs av Brotherus 1925. Leptodictyum kurdicum ingår i släktet Leptodictyum och familjen Amblystegiaceae. Inga underarter finns listade i Catalogue of Life.